# Bastante real
Bastante real es el primer álbum oficial de la banda chilena de hip-hop CHC, fundada en 2001 y activa hasta 2009. Fue lanzado originalmente en 2003 y publicado a través del sello Mutante Discos, también fue subido al sitio web de la agrupación.

## Lista de canciones
| Bastante real |                                    |          |  |
| N.º           | Título                             | Duración |  |
| 1.            | «(Esto es un juego) Bastante real» | 4:28     |  |
| 2.            | «Me inspira»                       | 4:24     |  |
| 3.            | «Evolución»                        | 3:47     |  |
| 4.            | «Me parto»                         | 2:59     |  |
| 5.            | «La pluma»                         | 2:42     |  |
| 6.            | «Silencio»                         | 4:11     |  |
| 7.            | «La espera»                        | 1:55     |  |
| 8.            | «Weon que se llame Barbara»        | 1:13     |  |
| 9.            | «Humanidades»                      | 5:36     |  |
| 10.           | «Cuerpo y alma»                    | 3:25     |  |
| 11.           | «Hugo»                             | 2:07     |  |
| 12.           | «Lento Lento»                      | 0:57     |  |
| 13.           | «Te Acuerdo»                       | 13:13    |  |

## Bandas sonoras
En películas:
- La canción «Silencio» aparece en la película chilena Sábado, una película en tiempo real.[3]
- La canción «Me inspira» aparece en la película chilena La sagrada familia.[4]